# 西德空中广告航空
西德空中广告航空是德國一家基地位於科隆/波恩機場的航空公司，執行包機航班。

## 歷史
西德空中广告航空在1974年成立，當時名為WDL服務航空（WDL Flugdienst），西德空中廣告有限公司（Westdeutsche Luftwerbung GmbH）為的子公司。
1998年開始，WDL航空引進BAe 146客機，其它型號客機亦有福克F27和空中巴士A320。

## 機隊

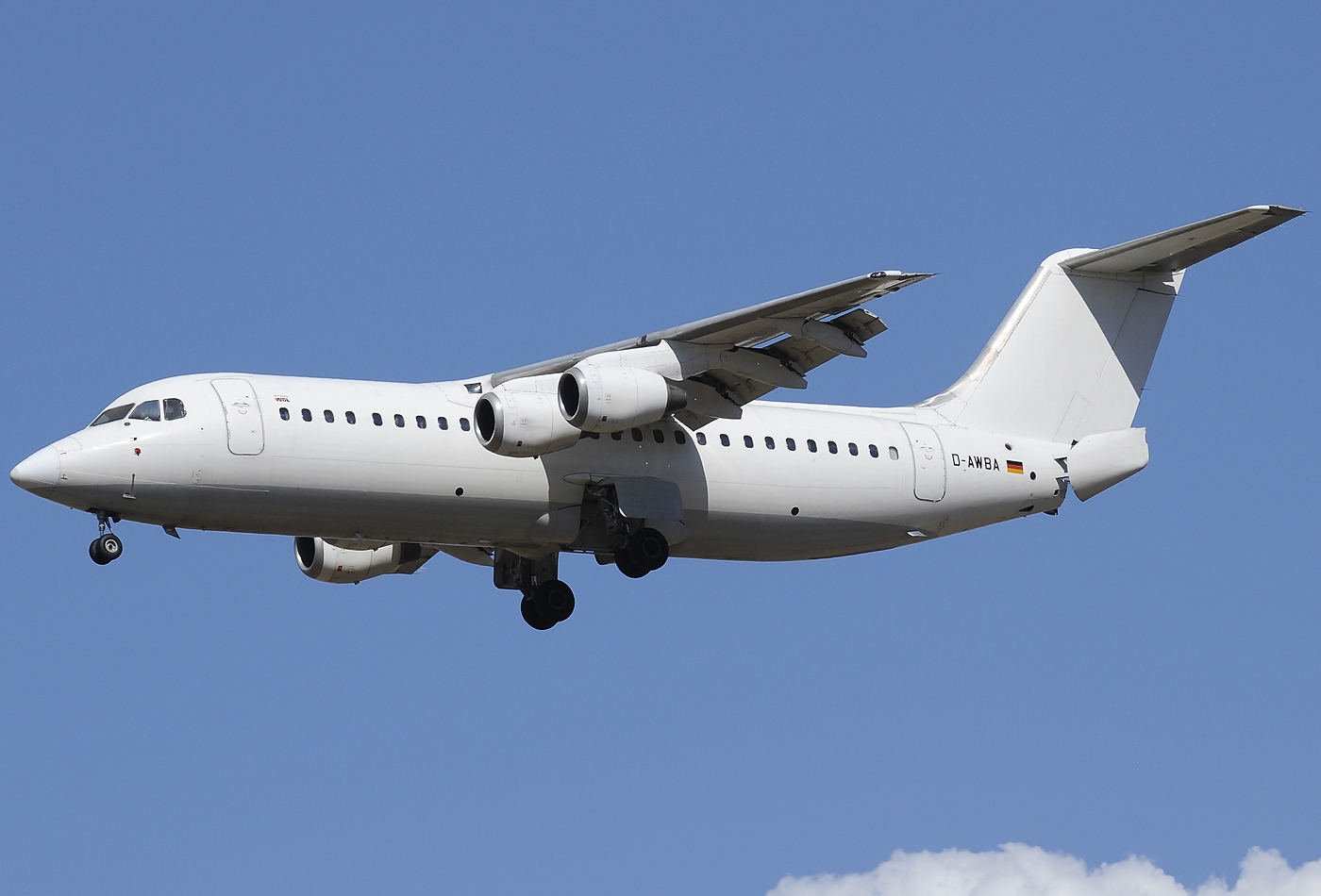
WDL航空的BAe 146-300

截至2015年12月，WDL航空的機隊如下 ：

## 外部連結
- 官方網站